# 世界制服!竹山塾
世界制服!竹山塾（せかいせいふくたけやまじゅく）は、テレ朝チャンネルで2007年5月18日から放送されているバラエティ番組。2009年4月より第3シーズンに突入した。
なお番組名が「世界征服」と誤記されがちだが、正しくは「世界制服」と表記する。
本項目では、2009年4月1日よりアメーバビジョンで放送されている「世界制服!竹山塾～課外授業～」についても扱う。

## 放送時間
- 隔週木曜日23:00～23:30

## 概要
竹山隆範の冠番組。番組当初より「サンミュージックプロダクション所属のグラビアアイドルを鍛える」ことを目的としている。
一時（第8回～第12回）小島よしおを鍛える番組となっていた。
2009年4月よりサイバーエージェントとのタイアップで、アメーバビジョンにて「世界制服!竹山塾～課外授業～」の放送を開始。月1回原宿のアメーバスタジオにて公開収録を行い、その模様を放送している。また内容によっては「竹山塾」本編でも「課外授業」のVTRが放送される場合がある。

## 出演者
- 竹山隆範
- 小島よしお（第2シーズンは欠席）
- 立花彩野
- 佐藤唯
- 初音ひさみ
- 稲生美紀

## 主題歌
- くのいち☆Girls 彩美唯～あみゅ～（立花彩野、稲生美紀、佐藤唯）[1]「恋のアクセス解析」
番組から生まれた女性アイドルグループ。